# Ivanovo otroštvo
Ivanovo otroštvo (rusko Ива́ново де́тство, translit. Ivanovo detstvo) je sovjetski vojni dramski film iz leta 1962, ki ga je režiral Andrej Tarkovski v svojem celovečernem prvencu in zanj tudi napisal scenarij skupaj z Mihailom Papavo ter temelji na kratki zgodbi Vladimira Bogomolova Ivan iz leta 1957. V glavnih vlogah nastopajo Nikolaj Burljajev, Valentin Zubkov, Jevgenij Žarikov, Stepan Krilov, Nikolaj Grinko in tudi soproga Tarkovskega Irma Rauš. Film prikazuje zgodbo osirotelega dečka Ivana, ki je izgubil starše ob vdoru nacistične vojske, in njegovih izkušnjah med drugo svetovno vojno. 
Film je bil premierno prikazan 6. aprila 1962 in je naletel na dobre ocene kritikov. Na Beneškem filmskem festivalu je osvojil glavno nagrado zlati lev, ki si jo je razdelil v filmom Cronaca familiare, kot tudi na Mednarodnem filmskem festivalu v San Franciscu. Izbran je bil za sovjetskega kandidata za oskarja za najboljši tujejezični film na 36. podelitvi oskarjev, toda ni prišel v ožji izbor. Več znanih režiserjev, kot so Ingmar Bergman, Sergej Paradžanov in Krzysztof Kieślowski, so film izpostavili kot enega bolj vplivnih na njihovo delo. Kot še nekaj filmov iz istega obdobja, kot sta Letijo žerjavi in Balada o vojaku, se posveča ceni vojne za človeka in ne poveličevanju vojne kot v filmih pred obdobjem Hruščova. Tarkovski je v intervjuju leta povedal, da je ob snemanju filma vanj želel »preliti vse svoje sovraštvo do vojne« in je izbral otroštvo, »ker to predstavlja največje nasprotje vojne«.

## Vloge
- Nikolaj Burljajev kot Ivan Bondarev
- Valentin Zubkov kot stot. Holin
- Jevgenij Žarikov kot por. Galcev
- Stepan Krilov kot des Katasonov
- Nikolaj Grinko kot podpol. Grjaznov
- Dimitrij Miljutenko kot starec
- Valentina Maljavina kot Maša
- Irma Rauš kot Ivanova mati
- Andrej Končalovski kot vojak